# Lotus mollis
Lotus mollis är en ärtväxtart som beskrevs av Isaac Bayley Balfour. Lotus mollis ingår i släktet käringtänder, och familjen ärtväxter. IUCN kategoriserar arten globalt som sårbar. Inga underarter finns listade i Catalogue of Life.